# Spellemannprisen 2006
Der Spellemannpris 2006 war die 35. Ausgabe des norwegischen Musikpreises Spellemannprisen. Die Nominierungen berücksichtigten Veröffentlichungen des Musikjahres 2006. Die Verleihung der Preise fand am 27. Januar 2007 statt. In der Kategorie „Årets Spellemann“ wurde Vamp ausgezeichnet, den Ehrenpreis („Hedersprisen“) erhielten Sissel Kyrkjebø, Bjørn Eidsvåg und Åge Aleksandersen.

## Verleihung
Die Verleihung fand am 27. Januar 2007 im Chateau Neuf statt. Die Übertragung der Veranstaltung übernahm TV 2. Die Nominierungen wurden Anfang des Jahres 2007 bekannt gegeben. Der Preis für das beste Musikvideo wurde bereits vorab verliehen.

## Gewinner
| Kategorie                                      | Gewinner                                               | Werk                                    |
| ---------------------------------------------- | ------------------------------------------------------ | --------------------------------------- |
| Barneplate (Kinderplatte)                      | verschiedene Künstler                                  | Jul i Svingen                           |
| Blues                                          | Rita Engedalen                                         | Heaven Ain't Ready for Me Yet           |
| Country                                        | Ila Auto                                               | If You Keep Pickin' it Might Never Heal |
| Danseorkester (Tanzorchester)                  | Scandinavia                                            | Alle mann til pumpene                   |
| Elektronika                                    | Lindstrøm                                              | It's a Feedelity Affair                 |
| Folkemusikk/Gammaldans (Volksmusik/Gammaldans) | Kvarts                                                 | Steinspring                             |
| Hip-Hop                                        | Darkside of the Force                                  | El Dia de los Puercos                   |
| Jazz                                           | Atomic                                                 | Happy New Ears                          |
| Klassisk musikk (klassische Musik)             | Marianne Thorsen, Trondheimsolistene                   | Mozart: Violin Concertos                |
| Kvinnelig Artist (Künstlerin)                  | Marit Larsen                                           | Under the Surface                       |
| Mannlig Artist (Künstler)                      | Thomas Dybdahl                                         | Science                                 |
| Metal                                          | Enslaved                                               | Ruun                                    |
| Popgruppe                                      | Minor Majority                                         | Reasons to Hang Around                  |
| Rock                                           | 120 Days                                               | 120 Days                                |
| Samtidsmusikk (Gegenwartsmusik)                | Grex Vocalis, KORK                                     | Arne Nordheim: Draumkvedet              |
| Viser (Weisen)                                 | Lars Bremnes                                           | Hjertekaptein                           |
| Åpen Klasse (Offene Klasse)                    | Hanne Hukkelberg                                       | Rykestrasse 68                          |
| Årets Bransjepris (Branchenpreis des Jahres)   | Stargate                                               | –                                       |
| Årets Hederspris (Ehrenpreis des Jahres)       | Sissel Kyrkjebø, Bjørn Eidsvåg, Åge Aleksandersen      | –                                       |
| Årets Hit (Hit des Jahres)                     | Espen Lind, Kurt Nilsen, Alejandro Fuentes, Askil Holm | Hallelujah                              |
| Årets Musikkvideo (Musikvideo des Jahres)      | Marit Larsen                                           | Don't Save Me                           |
| Årets Nykommer (Newcomer des Jahres)           | 120 Days                                               | 120 Days                                |
| Årets Spellemann (Spellemann des Jahres)       | Vamp                                                   | I full symfoni (med KORK)               |

## Nominierte
Barneplate
- Verschiedene Künstler: Jul i Svingen
- Maj Britt Andersen: Onger er rare
- Veslemøy Solberg, Felix Johansen: Eventyret om Hanna

Blues
- Kid Andersen: Greaseland
- Rita Engedalen: Heaven Ain't Ready for Me Yet
- Woodleg Odd: Foot Fetish

Country
- Claudia Scott: John Clare's Dream
- Ila Auto: If You Keep Pickin' it Might Never Heal
- Roy Lønhøiden: Sanger fra skogen

Danseorkester
- Ole Ivars: Ole Ivars så klart!
- PK & Dansefolket: Heng deg på
- Scandinavia: Alle mann til pumpene

Elektronika
- Lindstrøm: It's a Feedelity Affair
- Splaxxter Watts: The Shakeout
- The Whitest Boy Alive: Dreams

Folkemusikk/Gammaldans
- Kvarts: Steinspring
- Majorstuen: Juledrøm
- Tindra: Lukkeleg vaking

Hip-Hop
- Darkside of the Force: El Dia de los Puercos
- Karpe Diem: Rett fra hjertet
- Tungtvann: Siste skanse

Jazz
- Atomic: Happy New Ears
- Helge Sunde, Norske store orkester: Denada
- Håkon Kornstad, Håvard Wiik: The Bad and the Beautiful
- Ken Vandermark, Paal Nilssen-Love: Seven
- The Thing: Action Jazz

Klassisk musikk
- Leif Ove Andsnes: Horizons
- Marianne Thorsen, Trondheimsolistene: Mozart: Violin Concertos
- Oslo Camerata: Grieg: Holberg Suite
- Sveinung Bjelland: Scarlatti & Mendelssohn: Sonatas

Kvinnelig Artist
- Elvira Nikolaisen: Quiet Exit
- Marit Larsen: Under the Surface
- Mira Craig: Mira Mira

Mannlig artist
- Bjørn Eidsvåg: Nåde
- Odd Nordstoga: Heim te mor
- Thomas Dybdahl: Science

Metal
- Benea Reach: Monument Bineothan
- Enslaved: Ruun
- Gorgoroth: Ad Majorem Sathanas Gloriam
- Keep of Kalessin: Armada

Popgruppe
- DeLillos: Suser videre
- Jim Stärk: Turn Around and Look
- Minor Majority: Reasons to Hang Around

Rock
- 120 Days: 120 Days
- Bonk: Bonk Against Nothing
- Madrugada: Live at Tralfamadore
- The Low Frequency in Stereo: The Last Temptation of…
- The School: Espionage

Samtidsmusikk
- Grex Vocalis, KORK: Arne Nordheim: Draumkvedet
- Norske Kammerorkester, Terje Tønnesen: Corelli Machine
- Rolf-Erik Nystrøm: Concepts of Sorrows & Dangers

Viser
- Helene Bøksle: Elverhøy
- Lars Bremnes: Hjertekaptein
- Ola Bremnes: Gudene vet
- Vamp: I full symfoni (med KORK)

Åpen Klasse
- Hanne Hukkelberg: Rykestrasse 68
- Kristin Asbjørnsen: Wayfaring Stranger - A Spiritual Songbook
- Mari Boine: Idjagiedas - In the Hand of the Night
- Terje Isungset: Igloo
- Wibutee: Sweet Mental

Årets hit
- Aleksander With: A Little Too Perfect
- DumDum Boys: Enhjørning
- Elvira Nikolaisen: Love I Can't Defend
- Espen Lind, Kurt Nilsen, Alejandro Fuentes, Askil Holm: Hallelujah
- Marit Larsen: Don't Save Me

Årets musikkvideo
- Bjørn Eidsvåg, Elvira Nikolaisen: Floden
- Christel Alsos: Come On
- Grand Island: Us Annexed
- Marit Larsen: Don't Save Me
- The White Birch: Seer Believer

Årets nykommer
- 120 Days: 120 Days
- Elvira Nikolaisen: Quiet Exit
- Marte Wulff: Jacket
- Mira Craig: Mira Mira
- Rockettothesky: So Sing You Apple Trees